# Fehér porhanyósgomba
A fehér porhanyósgomba (Psathyrella candolleana) az osztatlan bazídiumú gombák (Homobasidiomycetes) osztályának a kalaposgombák (Agaricales) rendjébe, ezen belül a porhanyósgombafélék (Psathyrellaceae) családjába tartozó faj.

## Megjelenése
A fehér porhanyósgomba csoportosan növő, Európában és Észak-Amerikában kifejezetten gyakori gombafaj. A kifejlődött példányok kalapjának átmérője 2-6 centiméter körüli, domború alakú. Színe fiatalon piszkosfehér, sárgás, amely később kifehéredik.
A gomba lemezei sűrűn állóak, a tönkhöz nőttek, fiatalon fehéresek, idővel lilás-barnává vagy bíborbarnássá válnak. A tönk csupasz, üreges, színét tekintve fehéres. 

## Élőhelye
A fehér porhanyósgomba kizárólag élő vagy elhalt fákon nő, rendszerint lombhullató fákon. Termő ideje áprilistól novemberig tart.
Semmilyen gombafajjal nem téveszthető össze. Bár elvileg ehető gombafaj, törékenysége miatt a konyha szempontjából nincs igazi jelentősége.